# Gene Callahan
Gene Callahan (ur. 1959) – amerykański ekonomista związany ze szkołą austriacką oraz pisarz.
Jest autorem dwóch książek: Ekonomia dla normalnych ludzi (ang. Economics for Real People) oraz PUCK.
Pochodzi z Connecticut (USA), otrzymał tytuł magistra na London School of Economics, obecnie mieszka na Brooklynie (Nowy Jork, USA).